# Paul Alduy
Paul Alduy (Lima, Perú, 4 d'octubre del 1914 - Perpinyà, 23 de gener del 2006) fou un polític francès, diputat (1956-1981), senador (1983-1992), batlle dels Banys i Palaldà (1955-1959) i de Perpinyà de 1959 a 1993. La seva esposa, Jacqueline Alduy, va ésser senadora, i batllessa dels Banys i Palaldà durant 42 anys. El fill de tots dos, Jean-Paul Alduy, va ser igualment senador, i batlle de Perpinyà del 1993 al 2009.

## Biografia
Alt funcionari francès, el seu primer destí fou d'agregat a l'ambaixada francesa a Ankara (Turquia) el 1942 abans d'unir-se a la França Lliure el 1943 i convertir-se breument en director del Gabinet del Governador d'Alger. El 1946 fou el prefecte més jove de França.
Fou cap de gabinet del socialista Guy Mollet i va començar la seva carrera política al departament de Pirineus Orientals on va ser elegit batlle dels Banys i Palaldà el 1952, conseller general pel cantó de Prats de Molló i la Presta el 1955 i diputat a l'Assemblea Nacional Francesa el 1956.
El març de 1959 fou reelegit batlle dels Banys i Palaldà en la primera volta i paral·lelament en la segona volta a Perpinyà, on va derrotar l'aleshores batlle Félix Depardon, candidat d'Unió Republicana, amb el suport de la SFIO. La seva primera esposa el va succeir com a batlle dels Banys i Palaldà quan va esdevenir batlle de Perpinyà. També va ser escollit conseller del cantó de Perpinyà-Est. Fou exclòs de la SFIO el 1959 després del seu suport a la majoria gaullista, i va crear el 1960 l'Associació Democràtica i Socialista (ADS), partit polític purament local del qual serà president fins al 1993. A continuació s'apropà al corrent gaullista d'esquerra i es va unir a la Convenció d'Institucions Republicanes. Seguidament entrà en el Partit Socialista, després del Congrés d'Epinay.
El 1972, va donar suport el programme commun amb els comunistes, i en va fer campanya a les eleccions legislatives franceses de 1973 sota l'eslògan un programa comú per al bé de tots. El 1976 fou exclòs del Partit Socialista el 1976  'per comportament oportunista i antiunitari després de les eleccions cantonals. El 1977 es va unir al grup Reformadors, centristes i demòcrates socials i el 1978 va donar suport a la legislatura del president Valéry Giscard d'Estaing. Finalment, es va unir a la Unió per a la Democràcia Francesa a través del PSD. Batut a les eleccions legislatives franceses del 1981, fou elegit senador el 1983.
El 1992 es deterioraren les seves relacions amb el seu primer adjunt a l'alcaldia de Perpinyà Claude Barate (RPR). El 1993 el pressupost municipal fou bloquejat i el consell municipal dissolt pel president de la República. A les eleccions municipals fou substituït pel seu fill Jean-Paul.
El 24 de març de 1997 fou condemnat pel Tribunal Penal de Perpinyà a dos mesos de presó, 80.000 francs de multa i cinc anys de privació de drets cívics per abús de confiança per haver beneficiat la seva esposa d'una feina fictícia de març del 1982 a juliol del 1992 al centre municipal d'acció social. No va presentar apel·lació.
Paul Alduy va morir el 23 de gener del 2006 a Perpinyà, a l'edat de 91 anys. És enterrat al cementiri de Palaldà (Vallespir).